# Yekhelqān
Yekhelqān (persiska: يِخِلقان, یخلقان) är en ort i Iran.   Den ligger i provinsen Västazarbaijan, i den nordvästra delen av landet, 700 km nordväst om huvudstaden Teheran. Yekhelqān ligger 1 143 meter över havet och antalet invånare är 155.
Terrängen runt Yekhelqān är huvudsakligen kuperad, men åt nordost är den platt. Runt Yekhelqān är det ganska glesbefolkat, med 39 invånare per kvadratkilometer. Närmaste större samhälle är Qom Qeshlāq, 9,5 km öster om Yekhelqān. Trakten runt Yekhelqān består i huvudsak av gräsmarker.